# Norčič
Norčič je priimek več znanih Slovencev:
- Bine Norčič (*1981), smučarski skakalec in trener
- Bogdan Norčič (1953—2004), smučarski skakalec in trener
- Gregor Norčič, kirurg, strokovni vodja UKC Ljubljana
- Mateja Norčič (*1974), bibliotekarke, teologinja; =? diplomatka (Mateja Norčič Štamcar)
- Oto Norčič (1935—2002), ekonomist, univerzitetni profesor